# Eupleuroceras
Eupleuroceras – rodzaj głowonogów z wymarłej podgromady amonitów, z rzędu Goniatitida.
Żył w okresie karbonu (kasimow - gżel).